# Buković
Buković (serb. Буковић) – wieś w Chorwacji, w żupanii zadarskiej, w mieście Benkovac. Leży w północnej części Dalmacji. W 2011 roku liczyła 526 mieszkańców.